# سعفة الجسم

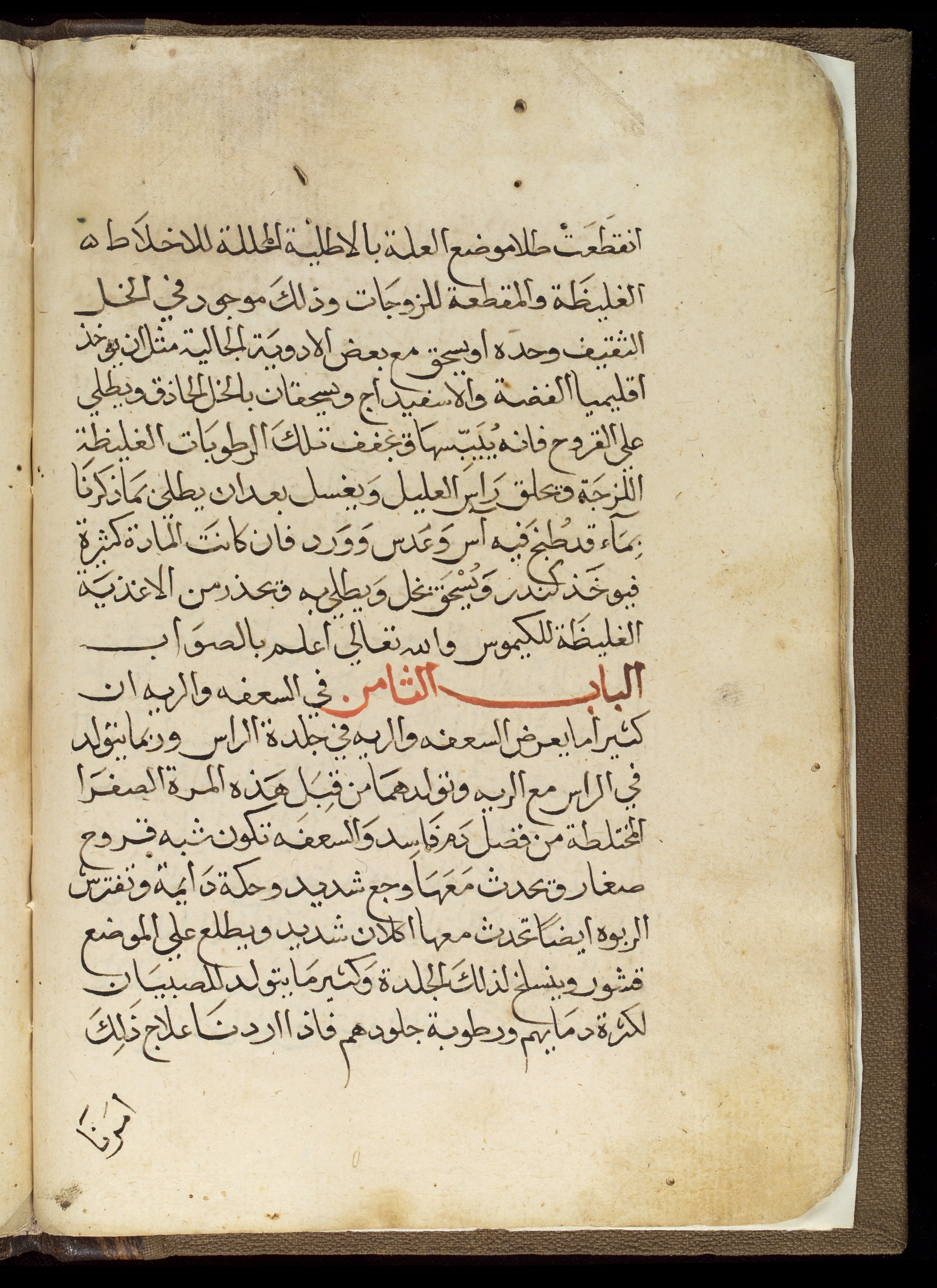
السعفة مذكورة في مخطوط طبي (زاد المسافر وقوت الحاضر)

سعفة الجسم tinea circinata, (يعرف أيضاً بالسعفة) و"tinea glabrosa")، هي قوباء حلقية (عدوى فطرية) تصيب الذراعين والساقين، خاصة الجلد غير المشعر، ومع ذلك فقد تصيب أي جزء من الجسم.

## العلامات والأعراض
تتنوع مظاهر هذا المرض، لكن من السهولة التعرف عليها من حيث توسّع آثار البقع إلى حلقات حمراء تحيط بمنطقة الإصابة التي تبدو على هيئة قوباء حلقية قد تحدث هذه المظاهر أيضاً في سعفة الرأس، ومنطقة اللحية أو الفخذ (تعفن سكروت)، ويعرف بحكة جوك.
ومن المظاهر الأخرى لسعفة الجسم ما يلي:
- حواف الطفحية تبدو مرتفعة وغير قابلة للتقشر.
- في بعض الأحيان يكون الجلد المحيط بالطفح جافاً وغير متقشر
- في معظم الأحيان، يحصل فقدان للشعر في مناطق العدوى[5]

## المسببات
تحدث الإصابة بالسعفة بسبب الفطريات الدقيقة المعروفة بالفطريات الجلدية. تعيش هذه الكائنات الدقيقة على سطح الجلد وعندما تكون الفرصة مناسبة فإنها تحفّز حدوث الطفح الجلدي أو العدوى. كما يمكن اكتساب المرض بالعدوى من شخص آخر عن طريق ملامسة جلد شخص مصاب مباشرة.
كما يمكن أن تنتقل العدوى من الحيوانات إلى الإنسان. تحدث السعفة عند الحيوانات الأليفة كالقطط والكلاب وتنتقل إليها الفطريات من حيوانات أخرى كالخيول والخنازير والقوارض والأبقار. تنتشر الفطريات أيضاً عن طريق لمس الأغراض الملوثة كمنتجات العناية الشخصية وأغطية الأسرّة والأمشاط والمعدات الرياضية وفرش الشعر.
الأفراد الأكثر تعرّضاً للإصابة بالسعفة هم:
- الذين يعيشون في بيئة ذات رطوبة هواء مرتفعة.
- الذين يعانون من فرط التعرّق، وهذا يسبب رطوبة الجسم، أي بيئة جيدة لنمو الفطريات. والأماكن الأكثر شيوعاً هي الإبطين والفخذين وطيات الجلد في منطقة البطن.
- الرياضيون الذين يمارسون ألعاباً رياضية يكون فيها تواصل لصيق بين اللاعبين كالرغبي وكرة القدم والمصارعة.
- الذين يرتدون ملابس ضيقة تسبب سوء التهوية للجسم.
- المصابون بمرض نقص المناعة (أي الإصابة بفيروس العوز المناعي البشري أو تناول أدوية كبت المناعة).